# Ligne dure
Ligne dure (danois : Stram Kurs) est un parti politique danois d'extrême droite créé en 2017 par l'avocat Rasmus Paludan. Le parti est presque exclusivement associé à son fondateur et ses manifestations anti-islam. 
Le parti était présent sur les listes électorales pour les élections législatives danoises de 2019, où il obtint 1,8 % des voix, en dessous du seuil électoral de 2 %.

## Histoire
Le parti Ligne dure,, est fondé en 2017 par Rasmus Paludan. Il se présente dans six municipalités aux élections municipales de 2017, bien qu'il ne reçoive pas plus de 200 voix dans chaque municipalité. Les listes déposées dans deux des cinq régions danoises n'obtiennent pas non plus suffisamment de suffrages pour décrocher des sièges.
Rasmus Paludan, le fondateur et dirigeant du parti, se fait connaitre sur YouTube en allant brûler des Corans, parfois enrobés de bacon, dans des quartiers populaires. 
Le parti gagna l'attention des médias le 14 avril, lors d'une manifestation à Nørrebro, dans Copenhague. À la manifestation, Paludan était en train de lancer en l'air le Coran lorsqu'il fut attaqué, peu après le début de la manifestation. Celle-ci provoqua d'importantes émeutes à Nørrebro, des émeutiers ayant attaqué la police. Les jours suivant, Ligne dure ne put continuer ses manifestations, en raison de potentiel troubles à l'ordre public et menaces contre Paludan.
Le 27 avril 2019, le parti annonce avoir récolté plus de 20 109 signatures afin de pouvoir se présenter aux élections législatives de 2019. Début mai 2019, les sondages montrent le parti à 2,7 % et 3,9 % d'intentions de vote, au-dessus du seuil électoral de 2 %,. Lors de l'élection, Ligne dure récolte finalement 1,8 % des suffrages, n'obtenant aucun siège au Folketing.
En mars 2020, Ligne dure s'est vu interdire de collecter de nouvelles déclarations d'électeurs jusqu'en septembre 2022, après que le comité électoral indépendant avait constaté que Ligne dure avait abusé du système de déclaration de vote. Le parti avait déjà été suspendu temporairement en décembre 2019, à la suite de soupçons d'utilisation frauduleuse,. Pour contourner la décision, Ligne dure a fondé un nouveau parti, légalement nommé Hard Line en anglais (traduction du nom danois Stram Kurs). Paludan a qualifié le nouveau parti de « parti frère », et a déclaré que le nouveau parti aurait la même politique et les mêmes candidats que Ligne dure, et que l'intention était qu'ils fusionnent à nouveau en un seul parti à l'avenir. Le ministère de l'Intérieur a estimé que la création du nouveau parti était légale.

## Programme
Le parti réclame prioritairement l’expulsion du pays de tous les musulmans, y compris ceux de citoyenneté danoise. Il défend également l'homogénéité ethnique du pays.

## Organisation
Le nombre de membres du parti n'est pas connu. Le parti est dirigé par Paludan et n'a pas de sections locales et régionales. Les cadres du parti sont nommés par Paludan et pas par les membres du parti, comme il est coutume de faire pour les partis danois.

## Résultats électoraux

### Folketing
| Date | Voix   | %    | Sièges  | Position |
| ---- | ------ | ---- | ------- | -------- |
| 2019 | 63 091 | 1,78 | 0 / 179 | 11e      |